# 戀愛小魔女
《戀愛小魔女》（日語：ウルトラマニアック）是少女漫畫家吉住涉所創作的日本漫畫，以及依此改編的電視動畫。香港天下出版發行的漫畫稱《魔法戀人》，動畫在香港Animax及亞洲電視播映時稱《戀愛小魔女》。台灣版漫畫最初由大然文化出版，稱《戀愛心情天》，大然結業後改由尖端出版，定名《戀愛小魔女》。

## 概要
本作品是以魔法少女為主題。原作從2002年開始在集英社的《Ribon》連載，於2004年1月號連載結束（番外篇另計）。電視動畫從2003年5月至11月在日本Animax首播。另外有一集約20分鐘的活動版動畫，在《Ribon》2002年8月某活動中放映，亦是《Ribon》2002年11月號供讀者索取的贈品。

## 故事簡介
中學生立石亞由以很酷的形象受到後輩女學生歡迎，但其實只是想被憧憬的架地哲士中意而扮演著他所喜好的女性。在她的班裡來了轉校生佐倉仁菜，其實她是來自魔法王國的小魔女，來到人類世界留學。意想不到的是，亞由即使知道了仁菜的秘密，兩人關係也變得很好。仁菜打算幫助亞由而使用魔法，可是總是只有失敗，亞由是被仁菜播弄個沒完。故事是以亞由和仁菜為中心的魔法校園喜劇。
活動版的故事大致取自原作第1話。

## 登場角色
立石亞由（聲：堀江由衣（動畫）/雪乃五月（活動版）；周文瑛（亞洲電視版本））
本作品的主角。秀英中學二年級學生，學校網球部成員，在校內頗受女生歡迎。從來不相信魔法的存在，卻偏偏遇上仁菜及魔法王國的其他人。她暗戀同班男同學架地卻不敢表白，自從架地對她說她冷靜鎮定的樣子很有型後，她便盡量對外人保持冷靜鎮定。
動畫版她的父親是在外資証券公司工作，經常開夜班，而母親是導遊，因此經常身處外地，所以她在家裡通常是獨自一人生活。
佐倉仁菜/妮娜・薩克萊爾（聲：神田朱未（動畫）/麻績村真由子（活動版）；李嘉瑩（亞洲電視版本））
本故事的另一位主角。從魔法王國來到人間界留學的小魔女。她住在一個寄宿家庭中，那一家的爸爸是魔法王國的人，媽媽是普通人類。原名妮娜・薩克萊爾，來到人間界留學後取名日語發音近似的佐倉仁菜。她在漫畫版是因為在魔法學校的成績欠佳而轉到人類世界留學，在動畫版是為了尋找魔法石而來到人間。
使用魔法時，她會從手上的魔法電腦選擇適合的魔法，把一些東西放入魔法寶盒及連接電腦，再說「practice」及按鍵才完成。她不時用魔法幫助好朋友亞由，不過往往事與願違。動畫版的仁菜需要先變身換上魔法學校校服才可以使用魔法，不過也有例外，另外可以使用魔法滑板車代步。
架地哲士（聲：神谷浩史）
亞由同班男生，學校棒球部成員。亞由暗戀架地，而架地也喜歡亞由，他努力維持優等生形象的主要理由是亞由以前說過喜歡他這個形象。
過合宏基（聲：千葉進步）
同為亞由同班男生，學校網球部成員，架地的朋友。仁菜後來對過合有好感，過合後來也對仁菜有好感。
里歐，或譯里奧（聲：高木禮子；吳小藝（亞洲電視版本））
一隻灰色小貓，是仁菜的寵物，可以說人話及變身成人類男孩的樣子。
桐島由多/由多・基里西亞（聲：林勇）
來自魔法王國的少年，和仁菜是青梅竹馬。原作是由於他破壞校舍一半而被退學後來到仁菜的秀英中學留學。喜歡仁菜，可是仁菜只視他為普通朋友。
他的魔法本領比仁菜強，不需要電腦也能使用魔法。
動畫版的他並沒有留學，有時會來人間。
仲村紗也香
有著魔法王國出身的魔女母親，由多的情人。遇到他之前因自身的魔力不斷被親友和心上人斷絕來往，在秀英中學被稱作冰山美人，校內無人不知曉的超級大美女。初時看不慣仁菜使用魔法卻得到友情與愛情，心生妒意而出手傷害亞由等人，後來解開心結，與大家重新成為朋友。中學時是長直髮，升上高中後剪成短髮。僅在原作登場。
桐島美斗/美斗・基里西亞
由多的姊姊，當然是魔女。她在人間界當上秀英中學的數學教師，喜歡三上老師。僅在原作登場。
廣田明穗（聲：古山步）
秀英中學三年級女生，棒球部經理人。喜歡架地，雖然架地向她表明另有意中人，不過她沒有放棄。
仁菜的祖父（聲：佐佐木敏）
動畫版原創角色。仁菜的祖父薩克萊爾博士在魔法王國遠程監視仁菜尋找魔法石的進展，不時與仁菜通訊。
校長先生（聲：竹本英史）
動畫版原創角色。秀英中學的校長。其實是魔法王國的人。與仁菜的祖父是老朋友，暗中幫助仁菜。
織原麻耶/麻耶・歐菲莉亞（聲：千葉紗子；莊巧怡（香港亞視））
仁菜的青梅竹馬兼勁敵。她是魔法王國的小魔女，是魔法學校校長的女兒，也是王妃候選人之一，跟仁菜同樣來到人間界尋找魔法石，也轉到秀英中學仁菜那一班裡。她的興趣是黑魔法，經常調配魔藥施法。她有一隻可以隱身的寵物變色龍，名叫魯魯，十分疼愛牠，誰敢欺負牠的話，麻耶會很生氣，另外又養了一隻烏鴉。
她愛上魔法王國王子，不惜使用害人的魔法去取得魔法石，幸好最後終於覺悟。結局中正式成為王妃。
動畫版原創角色。但在原作最終回後的番外篇被介紹為朋友。
川中島純（聲：山岸功）
動畫版原創角色。秀英中學男生。他自從認定仁菜是魔女後，經常留意仁菜的舉動，企圖拍下仁菜使用魔法的照片以證明她是魔女。
露娜（聲：西村千奈美）
動畫版原創角色。麻耶在魔法王國的朋友，也是黑魔法使用者。一個非常沒有存在感，很陰沉的少女，右眼被頭髮遮著，口頭禪是：「……反正我就是這麼陰沉不引人注意！」因為想要幫麻耶找魔法石，所以來到人間界。後來在電影院遇到架地，因為架地幫她撿起掉到地上的包包而短暫喜歡上他。
魔法石
為了栽培優秀的魔法少女，魔法王國的國王放入世界中（包含魔法王國和人間界）的五顆附有王權的石頭。如果能夠將五顆魔法石集齊，就能成為魔法世界最至高無上的魔女。
電腦（聲：野川櫻）
仁菜持有的手提魔法電腦，用的是魔法世界文字，擁有自己的意志，能力視乎主人而定。麻耶也擁有這種電腦。
王子（聲：遠近孝一、細野雅世（幼年））
動畫版原創角色。魔法王國的王子。仁菜和麻耶誰先集齊五顆魔法石，就可以跟王子結婚，仁菜初時對亞由隱暪此事。王子一直以為仁菜是他童年時的救命恩人，到最後才發現原來是麻耶。

## 電視動畫
於2003年5月20日至11月11日在Animax放映。全26話。
電視動畫的情節和原作漫畫有顯著差異，例如兩位女主角的初次相遇。在原作裡，仁菜轉到亞由的學校上學後，因為亞由找回仁菜遺失的手提魔法電腦，仁菜想用魔法報答亞由，便把自己是小魔女的秘密告訴亞由。在電視動畫裡，仁菜在人類世界使用魔法時被亞由看到，後來仁菜找到亞由，把自己是小魔女的秘密告訴亞由，第二日發現新學校原來是亞由的學校。
動畫裡，仁菜是魔法王國七位王妃候選人之一，如果集齊五顆魔法石就可以成為王妃，可是一旦當了王妃，她在人類世界的朋友就會被清除所有關於她的記憶。

### 製作人員
- 原作 - 吉住涉
- 監督 - 政木伸一
- 系列構成 - 丸尾未步
- 脚本 - 丸尾未步、金春智子、池田真美子等
- 角色設計 - 下笠美穗
- 總作畫監督 - 藤井牧
- 作畫監督 - 杉山東夜美
- 美術監督 - 高橋和博
- 音樂 - 湯川徹
- 音響監督 - 松岡裕紀
- 效果 - 古宮理惠（Anime Sound Production）
- 錄音製作 - 神南Studio
- 音樂製作 - Starchild Records

### 各話標題
| 話数 | 標題                             | 脚本         | 分鏡           | 演出           | 作画監督          |
| ---- | -------------------------------- | ------------ | -------------- | -------------- | ----------------- |
| 1    | Ayu&Nina（亜由とニナと電子魔法） | 丸尾みほ     | 政木伸一       | 政木伸一       | 藤井まき          |
| 2    | Boy meets girl                   | 丸尾みほ     | 小島多美子     | 小島多美子     | 山下喜光          |
| 3    | Change over                      | 綾乃小路     | 藤原良二       | 藤原良二       | 文月真            |
| 4    | D.C（Da capo）                   | 丸尾みほ     | いわもとやすお | いわもとやすお | 杉山東夜美        |
| 5    | Enigma                           | 丸尾みほ     | 木村隆一       | 石川敏浩       | 高岡淳一          |
| 6    | Fight over                       | 綾乃小路     | 伊藤真朱       | 伊藤真朱       | 野口和夫 杉本光司 |
| 7    | Gigantic pets                    | 酒井あきよし | 小林一三       | 大庭秀昭       | 江森真理子        |
| 8    | Hello, little girls              | 金春智子     | 藤原良二       | 藤原良二       | 杉本光司 岡田豊広 |
| 9    | Item                             | 丸尾みほ     | いわもとやすお | 箕ノ口克己     | 杉山東夜美        |
| 10   | Jack straw                       | 池田眞美子   | いわもとやすお | 桝井剛         | 山崎輝彦          |
| 11   | Knight spirit                    | 江夏由結     | 木村隆一       | 木宮茂         | 野口和夫          |
| 12   | Lovesick night                   | 丸尾みほ     | 大庭秀昭       | 大庭秀昭       | 佐野英敏          |
| 13   | Magic vest                       | 丸尾みほ     | 桝井剛         | 桝井剛         | 權恩京 服部益実   |
| 14   | Negative girl                    | 金春智子     | いわもとやすお | いわもとやすお | 杉本光司          |
| 15   | Orange stone                     | 丸尾みほ     | 江上潔         | 石川敏浩       | 石井和彦          |
| 16   | Pinch hitter                     | 丸尾みほ     | 木村隆一       | 木村隆一       | 波風立流          |
| 17   | Quest                            | 江夏由結     | 大庭秀昭       | 大庭秀昭       | 粟井重紀          |
| 18   | R&B                              | 丸尾みほ     | 小島多美子     | 小島多美子     | 森川均            |
| 19   | Stand by me                      | 丸尾みほ     | いわもとやすお | いわもとやすお | 杉本光司 石井忠太 |
| 20   | Tangle                           | 丸尾みほ     | 江上潔         | 桝井剛         | 山沢実 花輪美幸   |
| 21   | Untangle                         | 丸尾みほ     | 政木伸一       | 木村隆一       | 波風立流          |
| 22   | Virgin love                      | 丸尾みほ     | 大庭秀昭       | 桝井剛         | はっとりますみ    |
| 23   | Wonderful night                  | 丸尾みほ     | 小島多美子     | 小島多美子     | 森川均            |
| 24   | X-Day                            | 丸尾みほ     | 江上潔         | 佐々木勝利     | 杉本光司          |
| 25   | Yes, I like you                  | 丸尾みほ     | 木村隆一       | 石川敏浩       | 津田崇            |
| 26   | Zoom in                          | 丸尾みほ     | 政木伸一       | 政木伸一       | 波風立流          |

### 主題歌
片頭曲 - 
片尾曲 - 
作詞 - TAPIKO / 作曲 - POM / 編曲 - can/goo&時乘浩一郎 / 主唱 - can/goo 。

### CD
- （2003年8月27日、KICA-612）
- （2003年9月26日、KICM-3047）

### 播放時間
| 香港 亞洲電視本港台 星期一至五16:30－17:00 | 香港 亞洲電視本港台 星期一至五16:30－17:00  | 香港 亞洲電視本港台 星期一至五16:30－17:00 |
| ------------------------------------------ | ------------------------------------------- | ------------------------------------------ |
|                                            | 戀愛小魔女 （2007年12月27日－2008年2月1日） |                                            |
| 麗佳公主（重播）                           | 蜘蛛戰神記                                  |                                            |

| 香港 亞洲電視本港台 星期六、日09:00－09:30（重播） | 香港 亞洲電視本港台 星期六、日09:00－09:30（重播） | 香港 亞洲電視本港台 星期六、日09:00－09:30（重播） |
| -------------------------------------------------- | -------------------------------------------------- | -------------------------------------------------- |
|                                                    | 戀愛小魔女 （2008年4月20日－7月19日）              |                                                    |
| 網球王子II                                         | B-傳說! 戰鬥彈珠人                                 |                                                    |

## 外部連結
- Starchild的官方網頁（日語）